# Niemirówek (gromada)
Niemirówek – dawna gromada, czyli najmniejsza jednostka podziału terytorialnego Polskiej Rzeczypospolitej Ludowej w latach 1954–1972.
Gromady, z gromadzkimi radami narodowymi (GRN) jako organami władzy najniższego stopnia na wsi, funkcjonowały od reformy reorganizującej administrację wiejską przeprowadzonej jesienią 1954 do momentu ich zniesienia z dniem 1 stycznia 1973, tym samym wypierając organizację gminną w latach 1954–1972.
Gromadę Niemirówek z siedzibą GRN w Niemirówku utworzono – jako jedną z 8759 gromad na obszarze Polski – w powiecie tomaszowskim w woj. lubelskim na mocy uchwały nr 16 WRN w Lublinie z dnia 5 października 1954. W skład jednostki weszły obszary dotychczasowych gromad Niemirówek, Antoniówka, Kolonia Partyzantów, Zaboreczno i Klocówka ze zniesionej gminy Krynice w tymże powiecie. Dla gromady ustalono 15 członków gromadzkiej rady narodowej.
1 stycznia 1960 gromadę zniesiono, włączając jej obszar do gromad Krynice (wieś i kol. Antoniówka, wieś Zaboreczno, kol. Krynice Nr 2, kol. Berencwajg cz. II, Niemirówek B/1/2, 1/3 i 3/6 oraz kol. Partyzantów) i Tarnawatka (wsie Niemirówek A i B, wieś Klocówka, kol. Niemirówek A cz. I, kol. Niemirówek B cz. I a, kol. Niemirówek B 1/7/4/II, 5/III, 1/III i 1 /IV, kol. Niemirówek B/III/1 i kol. Niemirówek B/4) w tymże powiecie.